# Neurogomphus
Neurogomphus – rodzaj ważek z rodziny gadziogłówkowatych (Gomphidae).

## Podział systematyczny
Do rodzaju należą następujące gatunki:
- Neurogomphus agilis (Martin, 1908)
- Neurogomphus alius Cammaerts, 2004
- Neurogomphus angustisigna Pinhey, 1971
- Neurogomphus carlcooki Cammaerts, 2004
- Neurogomphus cocytius Cammaerts, 2004
- Neurogomphus featheri Pinhey, 1967
- Neurogomphus fuscifrons Karsch, 1890
- Neurogomphus martininus (Lacroix, 1921)
- Neurogomphus paenuelensis Cammaerts, 2004
- Neurogomphus pallidus Cammaerts, 1967
- Neurogomphus uelensis Schouteden, 1934
- Neurogomphus vicinus Schouteden, 1934
- Neurogomphus wittei Schouteden, 1934
- Neurogomphus zambeziensis Cammaerts, 2004